# آگرویل (ایلینوی)
آگرویل (به انگلیسی: Augerville) یک منطقهٔ مسکونی در ایالات متحده آمریکا است که در شهرستان شمپین، ایلینوی واقع شده است. آگرویل ۲۲۰٫۹۸ متر بالاتر از سطح دریا قرار دارد.